# ABA Playoffs 1970
Gli ABA Playoffs 1970 si conclusero con la vittoria degli Indiana Pacers, campioni della Eastern Division (Playoff), che sconfissero i campioni della Western Division (Playoff) i Los Angeles Stars.

## Squadre qualificate

### Eastern Division
1. Indiana Pacers
2. Kentucky Colonels
3. Carolina Cougars
4. N.Y. Nets

### Western Division
1. Denver Rockets
2. Dallas Chaparrals
3. Washington Caps
4. L.A. Stars

## Tabellone
|  | Semifinali di Division | Semifinali di Division | Semifinali di Division |                   |            | Finali di Division | Finali di Division | Finali di Division |  |  | ABA Finals | ABA Finals | ABA Finals |  |
|  |                        |                        |                        |                   |            |                    |                    |                    |  |  |            |            |            |  |
|  | 1                      | Denver Rockets *       | 4                      |                   |            |                    |                    |                    |  |  |            |            |            |  |
|  | 1                      | Denver Rockets *       | 4                      |                   |            |                    |                    |                    |  |  |            |            |            |  |
|  | 3                      | Washington Caps        | 3                      |                   |            |                    |                    |                    |  |  |            |            |            |  |
|  | 3                      | Washington Caps        | 3                      |                   | 1          | Denver Rockets *   | 1                  |                    |  |  |            |            |            |  |
|  |                        |                        |                        |                   | 1          | Denver Rockets *   | 1                  |                    |  |  |            |            |            |  |
|  |                        |                        | 4                      | L.A. Stars        | 4          |                    |                    |                    |  |  |            |            |            |  |
|  | 4                      | L.A. Stars             | 4                      | L.A. Stars        | 4          | 4                  |                    |                    |  |  |            |            |            |  |
|  | 4                      | L.A. Stars             |                        |                   |            |                    |                    |                    |  |  |            |            |            |  |
|  | 2                      | Dallas Chaparrals      | 2                      |                   |            |                    |                    |                    |  |  |            |            |            |  |
|  | 2                      | Dallas Chaparrals      | 2                      |                   | L.A. Stars | L.A. Stars         | 2                  |                    |  |  |            |            |            |  |
|  |                        |                        |                        |                   |            |                    |                    |                    |  |  |            |            |            |  |
|  |                        |                        | Indiana Pacers *       | Indiana Pacers *  | 4          |                    |                    |                    |  |  |            |            |            |  |
|  | 1                      | Indiana Pacers *       | Indiana Pacers *       | Indiana Pacers *  | 4          | 4                  |                    |                    |  |  |            |            |            |  |
|  | 1                      | Indiana Pacers *       |                        |                   |            |                    |                    |                    |  |  |            |            |            |  |
|  | 3                      | Carolina Cougars       | 0                      |                   |            |                    |                    |                    |  |  |            |            |            |  |
|  | 3                      | Carolina Cougars       | 0                      |                   | 1          | Indiana Pacers *   | 4                  |                    |  |  |            |            |            |  |
|  |                        |                        |                        |                   | 1          | Indiana Pacers *   | 4                  |                    |  |  |            |            |            |  |
|  |                        |                        | 2                      | Kentucky Colonels | 1          |                    |                    |                    |  |  |            |            |            |  |
|  | 4                      | N.Y. Nets              | 2                      | Kentucky Colonels | 1          | 3                  |                    |                    |  |  |            |            |            |  |
|  | 4                      | N.Y. Nets              |                        |                   |            |                    |                    |                    |  |  |            |            |            |  |
|  | 2                      | Kentucky Colonels      | 4                      |                   |            |                    |                    |                    |  |  |            |            |            |  |

Legenda
- * Vincitore Division
- "Grassetto" Vincitore serie
- "Corsivo" Squadra con fattore campo

## Eastern Division

### Semifinali

#### (1) Indiana Pacers - (3) Carolina Cougars
RISULTATO FINALE: 4-0
| Indianapolis 18 aprile 1970 Gara 1 | Indiana Pacers | 123 – 105 (27-22, 36-24, 31-27, 29-32) referto | Carolina Cougars | Indiana State Fair Coliseum (6.123 spett.) |
| F. Lewis 29 Punti B. Verga 19      |                |                                                |                  |                                            |
|                                    |                |                                                |                  |                                            |
| F. Lewis 29                        | Punti          | B. Verga 19                                    |                  |                                            |

| Indianapolis 19 aprile 1970 Gara 2 | Indiana Pacers | 103 – 98 (20-14, 31-26, 27-26, 25-32) referto | Carolina Cougars | Indiana State Fair Coliseum (6.341 spett.) |
| F. Lewis 26 Punti B. Verga 35      |                |                                               |                  |                                            |
|                                    |                |                                               |                  |                                            |
| F. Lewis 26                        | Punti          | B. Verga 35                                   |                  |                                            |

| Charlotte 22 aprile 1970 Gara 3  | Carolina Cougars | 106 – 115 (26-19, 27-34, 29-24, 24-38) referto | Indiana Pacers | Charlotte Coliseum (3.381 spett.) |
| B. Verga 24 Punti J. Barnhill 25 |                  |                                                |                |                                   |
|                                  |                  |                                                |                |                                   |
| B. Verga 24                      | Punti            | J. Barnhill 25                                 |                |                                   |

| Raleigh 24 aprile 1970 Gara 4 | Carolina Cougars | 106 – 110 (28-30, 29-26, 29-30, 20-24) referto | Indiana Pacers | J.S. Dorton Arena (5.211 spett.) |
| B. Verga 30 Punti F. Lewis 31 |                  |                                                |                |                                  |
|                               |                  |                                                |                |                                  |
| B. Verga 30                   | Punti            | F. Lewis 31                                    |                |                                  |

PRECEDENTI IN REGULAR SEASON
| Regular Season 1969-70 | Indiana Pacers | 6 – 4 | Carolina Cougars | Referto 1 - Referto 2 - Referto 3 - Referto 4, Referto 5 - Referto 6, Referto 7 - Referto 8 - Referto 9 - Referto 10 |
| Indiana Pacers 129 Indiana Pacers 114 Carolina Cougars 111 Carolina Cougars 88 Carolina Cougars 113 Indiana Pacers 93 Carolina Cougars 101 Indiana Pacers 114 Indiana Pacers 107 Carolina Cougars 116 Punti 112 Carolina Cougars 109 Carolina Cougars 130 Indiana Pacers 92 Indiana Pacers 121 Indiana Pacers 100 Carolina Cougars 90 Indiana Pacers 110 Carolina Cougars 121 Carolina Cougars 107 Indiana Pacers |                | |                  | |
| |                | |                  | |
| Indiana Pacers 129 Indiana Pacers 114 Carolina Cougars 111 Carolina Cougars 88 Carolina Cougars 113 Indiana Pacers 93 Carolina Cougars 101 Indiana Pacers 114 Indiana Pacers 107 Carolina Cougars 116 | Punti          | 112 Carolina Cougars 109 Carolina Cougars 130 Indiana Pacers 92 Indiana Pacers 121 Indiana Pacers 100 Carolina Cougars 90 Indiana Pacers 110 Carolina Cougars 121 Carolina Cougars 107 Indiana Pacers |                  | |

PRECEDENTI NEI PLAYOFF

Si è trattata della prima sfida tra le due squadre ai playoff.

#### (2) Kentucky Colonels - (4) New York Nets
RISULTATO FINALE: 4-3
| Louisville 17 aprile 1970 Gara 1 | Kentucky Colonels | 118 – 122 (d.1t.s.) (29-22, 19-25, 29-36, 32-26) (9-13) referto | N.Y. Nets | Louisville Convention Center (2.105 spett.) |
| L. Dampier 25 Punti L. Tart 46   |                   |                                                                 |           |                                             |
|                                  |                   |                                                                 |           |                                             |
| L. Dampier 25                    | Punti             | L. Tart 46                                                      |           |                                             |

| Louisville 18 aprile 1970 Gara 2 | Kentucky Colonels | 113 – 111 (32-25, 28-32, 28-21, 25-33) referto | N.Y. Nets | Louisville Convention Center (3.178 spett.) |
| G. Ligon 23 Punti L. Tart 31     |                   |                                                |           |                                             |
|                                  |                   |                                                |           |                                             |
| G. Ligon 23                      | Punti             | L. Tart 31                                     |           |                                             |

| West Hempstead 19 aprile 1970 Gara 3 | N.Y. Nets | 107 – 99 (31-18, 29-24, 23-25, 24-32) referto | Kentucky Colonels | Island Garden (2.106 spett.) |
| L. Tart 25 Punti L. Dampier 19       |           |                                               |                   |                              |
|                                      |           |                                               |                   |                              |
| L. Tart 25                           | Punti     | L. Dampier 19                                 |                   |                              |

| West Hempstead 22 aprile 1970 Gara 4 | N.Y. Nets | 101 – 128 (21-34, 19-23, 27-34, 34-37) referto | Kentucky Colonels | Island Garden (4.721 spett.) |
| L. Tart 21 Punti D. Carrier 29       |           |                                                |                   |                              |
|                                      |           |                                                |                   |                              |
| L. Tart 21                           | Punti     | D. Carrier 29                                  |                   |                              |

| Louisville 26 aprile 1970 Gara 5   | Kentucky Colonels | 112 – 127 (21-26, 28-28, 27-36, 36-37) referto | N.Y. Nets | Louisville Convention Center (2.045 spett.) |
| G. Moore 28 Punti B. Melchionni 38 |                   |                                                |           |                                             |
|                                    |                   |                                                |           |                                             |
| G. Moore 28                        | Punti             | B. Melchionni 38                               |           |                                             |

| West Hempstead 28 aprile 1970 Gara 6 | N.Y. Nets | 113 – 116 (23-30, 30-27, 23-29, 37-30) referto | Kentucky Colonels | Island Garden (5.039 spett.) |
| L. Hunter 28 Punti L. Dampier 26     |           |                                                |                   |                              |
|                                      |           |                                                |                   |                              |
| L. Hunter 28                         | Punti     | L. Dampier 26                                  |                   |                              |

| Louisville 29 aprile 1970 Gara 7 | Kentucky Colonels | 112 – 101 (25-31, 21-17, 34-24, 32-29) referto | N.Y. Nets | Louisville Convention Center (2.876 spett.) |
| L. Dampier 22 Punti S. Dove 24   |                   |                                                |           |                                             |
|                                  |                   |                                                |           |                                             |
| L. Dampier 22                    | Punti             | S. Dove 24                                     |           |                                             |

PRECEDENTI IN REGULAR SEASON
| Regular Season 1969-70 | Kentucky Colonels | 7 – 4 | N.Y. Nets | Referto 1 - Referto 2 - Referto 3 - Referto 4, Referto 5 - Referto 6, Referto 7 - Referto 8 - Referto 9 - Referto 10 - Referto 11 |
| New York Nets 112 Kentucky Colonels 109 New York Nets 116 Kentucky Colonels 111 Kentucky Colonels 134 New York Nets 105 Kentucky Colonels 132 New York Nets 107 New York Nets 117 Kentucky Colonels 101 New York Nets 123 Punti 114 Kentucky Colonels 112 New York Nets 128 Kentucky Colonels (1 t.s.) 116 New York Nets 125 New York Nets 107 Kentucky Colonels 124 New York Nets 108 Kentucky Colonels 114 Kentucky Colonels 89 New York Nets 112 Kentucky Colonels |                   | |           | |
| |                   | |           | |
| New York Nets 112 Kentucky Colonels 109 New York Nets 116 Kentucky Colonels 111 Kentucky Colonels 134 New York Nets 105 Kentucky Colonels 132 New York Nets 107 New York Nets 117 Kentucky Colonels 101 New York Nets 123 | Punti             | 114 Kentucky Colonels 112 New York Nets 128 Kentucky Colonels (1 t.s.) 116 New York Nets 125 New York Nets 107 Kentucky Colonels 124 New York Nets 108 Kentucky Colonels 114 Kentucky Colonels 89 New York Nets 112 Kentucky Colonels |           | |

PRECEDENTI NEI PLAYOFF

Si è trattata della prima sfida tra le due squadre ai playoff.

### Finale

#### (1) Indiana Pacers - (2) Kentucky Colonels
RISULTATO FINALE: 4-1
| Indianapolis 1 maggio 1970 Gara 1 | Indiana Pacers | 110 – 114 (d.1t.s.) (24-21, 17-24, 30-30, 31-27) (8-12) referto | Kentucky Colonels | Indiana State Fair Coliseum (5.939 spett.) |
| R. Brown 29 Punti G. Ligon 34     |                |                                                                 |                   |                                            |
|                                   |                |                                                                 |                   |                                            |
| R. Brown 29                       | Punti          | G. Ligon 34                                                     |                   |                                            |

| Indianapolis 2 maggio 1970 Gara 2 | Indiana Pacers | 121 – 110 (31-23, 20-26, 36-28, 34-33) referto | Kentucky Colonels | Indiana State Fair Coliseum (7.007 spett.) |
| R. Brown 33 Punti D. Carrier 31   |                |                                                |                   |                                            |
|                                   |                |                                                |                   |                                            |
| R. Brown 33                       | Punti          | D. Carrier 31                                  |                   |                                            |

| Louisville 3 maggio 1970 Gara 3              | Kentucky Colonels | 110 – 114 (28-26, 21-27, 36-30, 25-31) referto | Indiana Pacers | Louisville Convention Center (3.024 spett.) |
| L. Dampier , W. Chapman 22 Punti F. Lewis 31 |                   |                                                |                |                                             |
|                                              |                   |                                                |                |                                             |
| L. Dampier, W. Chapman 22                    | Punti             | F. Lewis 31                                    |                |                                             |

| Louisville 5 maggio 1970 Gara 4 | Kentucky Colonels | 103 – 111 (26-21, 21-34, 28-29, 28-27) referto | Indiana Pacers | Louisville Convention Center (3.476 spett.) |
| G. Moore 26 Punti R. Brown 33   |                   |                                                |                |                                             |
|                                 |                   |                                                |                |                                             |
| G. Moore 26                     | Punti             | R. Brown 33                                    |                |                                             |

| Indianapolis 6 maggio 1970 Gara 5 | Indiana Pacers | 117 – 103 (26-30, 29-21, 25-22, 37-30) referto | Kentucky Colonels | Indiana State Fair Coliseum (5.453 spett.) |
| R. Brown 28 Punti G. Moore 25     |                |                                                |                   |                                            |
|                                   |                |                                                |                   |                                            |
| R. Brown 28                       | Punti          | G. Moore 25                                    |                   |                                            |

PRECEDENTI IN REGULAR SEASON
| Regular Season 1969-70 | Indiana Pacers | 9 – 2 | Kentucky Colonels | Referto 1 - Referto 2 - Referto 3 - Referto 4, Referto 5 - Referto 6, Referto 7 - Referto 8 - Referto 9 - Referto 10 - Referto 11 |
| Indiana Pacers 100 Kentucky Colonels 111 Kentucky Colonels 96 Indiana Pacers 112 Kentucky Colonels 105 Kentucky Colonels 106 Indiana Pacers 97 Indiana Pacers 102 Kentucky Colonels 107 Indiana Pacers 125 Kentucky Colonels 112 Punti 110 Kentucky Colonels 115 Indiana Pacers (1 t.s.) 115 Indiana Pacers 100 Kentucky Colonels 118 Indiana Pacers 108 Indiana Pacers 90 Kentucky Colonels 100 Kentucky Colonels 109 Indiana Pacers (1 t.s.) 106 Kentucky Colonels 94 Indiana Pacers |                | |                   | |
| |                | |                   | |
| Indiana Pacers 100 Kentucky Colonels 111 Kentucky Colonels 96 Indiana Pacers 112 Kentucky Colonels 105 Kentucky Colonels 106 Indiana Pacers 97 Indiana Pacers 102 Kentucky Colonels 107 Indiana Pacers 125 Kentucky Colonels 112 | Punti          | 110 Kentucky Colonels 115 Indiana Pacers (1 t.s.) 115 Indiana Pacers 100 Kentucky Colonels 118 Indiana Pacers 108 Indiana Pacers 90 Kentucky Colonels 100 Kentucky Colonels 109 Indiana Pacers (1 t.s.) 106 Kentucky Colonels 94 Indiana Pacers |                   | |

PRECEDENTI NEI PLAYOFF
|  | Indiana Pacers (1969) | 1 – 0 | Kentucky Colonels |  |

## Western Division

### Semifinali

#### (1) Denver Rockets - (3) Washington Caps
RISULTATO FINALE: 4-3
| Denver 17 aprile 1970 Gara 1  | Denver Rockets | 130 – 111 (25-33, 42-32, 32-28, 31-18) referto | Washington Caps | Denver Auditorium Arena (9.822 spett.) |
| L. Jones 33 Punti R. Barry 40 |                |                                                |                 |                                        |
|                               |                |                                                |                 |                                        |
| L. Jones 33                   | Punti          | R. Barry 40                                    |                 |                                        |

| Denver 18 aprile 1970 Gara 2  | Denver Rockets | 143 – 133 (26-32, 44-33, 37-30, 36-38) referto | Washington Caps | Denver Auditorium Arena (9.889 spett.) |
| L. Jones 32 Punti R. Barry 36 |                |                                                |                 |                                        |
|                               |                |                                                |                 |                                        |
| L. Jones 32                   | Punti          | R. Barry 36                                    |                 |                                        |

| Northeast 19 aprile 1970 Gara 3 | Washington Caps | 125 – 120 (36-24, 25-33, 32-28, 32-35) referto | Denver Rockets | Uline Arena (1.748 spett.) |
| R. Barry 45 Punti S. Haywood 45 |                 |                                                |                |                            |
|                                 |                 |                                                |                |                            |
| R. Barry 45                     | Punti           | S. Haywood 45                                  |                |                            |

| Northeast 22 aprile 1970 Gara 4              | Washington Caps | 131 – 114 (34-27, 32-24, 27-34, 38-29) referto | Denver Rockets | Uline Arena (5.497 spett.) |
| R. Barry , M. Barrett 30 Punti S. Haywood 41 |                 |                                                |                |                            |
|                                              |                 |                                                |                |                            |
| R. Barry, M. Barrett 30                      | Punti           | S. Haywood 41                                  |                |                            |

| Denver 23 aprile 1970 Gara 5    | Denver Rockets | 132 – 110 (33-28, 34-28, 26-22, 39-32) referto | Washington Caps | Denver Auditorium Arena (7.141 spett.) |
| S. Haywood 38 Punti R. Barry 38 |                |                                                |                 |                                        |
|                                 |                |                                                |                 |                                        |
| S. Haywood 38                   | Punti          | R. Barry 38                                    |                 |                                        |

| Northeast 25 aprile 1970 Gara 6 | Washington Caps | 116 – 111 (31-26, 24-29, 27-32, 34-24) referto | Denver Rockets | Uline Arena (3.186 spett.) |
| R. Barry 40 Punti L. Jones 30   |                 |                                                |                |                            |
|                                 |                 |                                                |                |                            |
| R. Barry 40                     | Punti           | L. Jones 30                                    |                |                            |

| Denver 28 aprile 1970 Gara 7    | Denver Rockets | 143 – 119 (37-31, 30-28, 38-27, 38-33) referto | Washington Caps | Denver Auditorium Arena (9.893 spett.) |
| S. Haywood 42 Punti R. Barry 52 |                |                                                |                 |                                        |
|                                 |                |                                                |                 |                                        |
| S. Haywood 42                   | Punti          | R. Barry 52                                    |                 |                                        |

PRECEDENTI IN REGULAR SEASON
| Regular Season 1969-70 | Denver Rockets | 7 – 5 | Washington Caps | Referto 1 - Referto 2 - Referto 3 - Referto 4, Referto 5 - Referto 6, Referto 7 - Referto 8 - Referto 9 - Referto 10 - Referto 11 - Referto 12 |
| Washington Caps 99 Denver Rockets 116 Washington Caps 99 Washington Caps 97 Washington Caps 126 Denver Rockets 129 Denver Rockets 129 Denver Rockets 130 Denver Rockets 125 Denver Rockets 137 Washington Caps 144 Denver Rockets 126 Punti 82 Denver Rockets 106 Washington Caps 87 Denver Rockets 108 Denver Rockets 113 Denver Rockets 113 Washington Caps 118 Washington Caps 121 Washington Caps 142 Washington Caps 128 Washington Caps 128 Denver Rockets 106 Washington Caps |                | |                 | |
| |                | |                 | |
| Washington Caps 99 Denver Rockets 116 Washington Caps 99 Washington Caps 97 Washington Caps 126 Denver Rockets 129 Denver Rockets 129 Denver Rockets 130 Denver Rockets 125 Denver Rockets 137 Washington Caps 144 Denver Rockets 126 | Punti          | 82 Denver Rockets 106 Washington Caps 87 Denver Rockets 108 Denver Rockets 113 Denver Rockets 113 Washington Caps 118 Washington Caps 121 Washington Caps 142 Washington Caps 128 Washington Caps 128 Denver Rockets 106 Washington Caps |                 | |

PRECEDENTI NEI PLAYOFF
|  | Denver Rockets | 0 – 1 | Washington Caps (1969) |  |

#### (2) Dallas Chaparrals - (4) Los Angeles Stars
RISULTATO FINALE: 2-4
| Dallas 17 aprile 1970 Gara 1   | Dallas Chaparrals | 103 – 115 (19-27, 25-29, 31-30, 28-29) referto | L.A. Stars | Dallas Memorial Auditorium (4.513 spett.) |
| G. Combs 33 Punti B. Warren 21 |                   |                                                |            |                                           |
|                                |                   |                                                |            |                                           |
| G. Combs 33                    | Punti             | B. Warren 21                                   |            |                                           |

| Dallas 18 aprile 1970 Gara 2   | Dallas Chaparrals | 129 – 121 (38-28, 32-30, 25-29, 34-34) referto | L.A. Stars | Dallas Memorial Auditorium (4.764 spett.) |
| G. Combs 24 Punti M. Calvin 29 |                   |                                                |            |                                           |
|                                |                   |                                                |            |                                           |
| G. Combs 24                    | Punti             | M. Calvin 29                                   |            |                                           |

| Los Angeles 20 aprile 1970 Gara 3 | L.A. Stars | 104 – 116 (28-21, 20-32, 23-37, 33-26) referto | Dallas Chaparrals | Los Angeles Sports Arena (971 spett.) |
| M. Calvin 28 Punti R. Boone 22    |            |                                                |                   |                                       |
|                                   |            |                                                |                   |                                       |
| M. Calvin 28                      | Punti      | R. Boone 22                                    |                   |                                       |

| Anaheim 22 aprile 1970 Gara 4    | L.A. Stars | 144 – 138 (32-23, 37-33, 41-38, 34-44) referto | Dallas Chaparrals | Anaheim Convention Center (2.921 spett.) |
| M. Calvin 44 Punti J. Beasley 28 |            |                                                |                   |                                          |
|                                  |            |                                                |                   |                                          |
| M. Calvin 44                     | Punti      | J. Beasley 28                                  |                   |                                          |

| Dallas 24 aprile 1970 Gara 5   | Dallas Chaparrals | 139 – 146 (37-33, 33-27, 21-39, 48-47) referto | L.A. Stars | Dallas Memorial Auditorium (5.128 spett.) |
| G. Combs 32 Punti M. Calvin 38 |                   |                                                |            |                                           |
|                                |                   |                                                |            |                                           |
| G. Combs 32                    | Punti             | M. Calvin 38                                   |            |                                           |

| Long Beach 26 aprile 1970 Gara 6 | L.A. Stars | 124 – 123 (30-33, 33-32, 36-34, 25-24) referto | Dallas Chaparrals | Long Beach Arena (2.083 spett.) |
| M. Calvin 27 Punti M. Leaks 32   |            |                                                |                   |                                 |
|                                  |            |                                                |                   |                                 |
| M. Calvin 27                     | Punti      | M. Leaks 32                                    |                   |                                 |

PRECEDENTI IN REGULAR SEASON
| Regular Season 1969-70 | Dallas Chaparrals | 9 – 3 | L.A. Stars | Referto 1 - Referto 2 - Referto 3 - Referto 4, Referto 5 - Referto 6, Referto 7 - Referto 8 - Referto 9 - Referto 10 - Referto 11 - Referto 12 |
| Dallas Chaparrals 123 (1 t.s.) Los Angeles Stars 120 Los Angeles Stars 94 (2 t.s.) Dallas Chaparrals 139 Los Angeles Stars 112 Los Angeles Stars 137 Dallas Chaparrals 141 Dallas Chaparrals 127 Los Angeles Stars 142 Dallas Chaparrals 125 Los Angeles Stars 127 Dallas Chaparrals 129 Punti 117 Los Angeles Stars 117 Dallas Chaparrals 96 Dallas Chaparrals 137 Los Angeles Stars 114 Dallas Chaparrals 124 Dallas Chaparrals 119 Los Angeles Stars 121 Los Angeles Stars 147 Dallas Chaparrals 130 Los Angeles Stars 131 Dallas Chaparrals 113 Los Angeles Stars |                   | |            | |
| |                   | |            | |
| Dallas Chaparrals 123 (1 t.s.) Los Angeles Stars 120 Los Angeles Stars 94 (2 t.s.) Dallas Chaparrals 139 Los Angeles Stars 112 Los Angeles Stars 137 Dallas Chaparrals 141 Dallas Chaparrals 127 Los Angeles Stars 142 Dallas Chaparrals 125 Los Angeles Stars 127 Dallas Chaparrals 129 | Punti             | 117 Los Angeles Stars 117 Dallas Chaparrals 96 Dallas Chaparrals 137 Los Angeles Stars 114 Dallas Chaparrals 124 Dallas Chaparrals 119 Los Angeles Stars 121 Los Angeles Stars 147 Dallas Chaparrals 130 Los Angeles Stars 131 Dallas Chaparrals 113 Los Angeles Stars |            | |

PRECEDENTI NEI PLAYOFF

Si è trattata della prima sfida tra le due squadre ai playoff.

### Finale

#### (1) Denver Rockets - (4) Los Angeles Stars
RISULTATO FINALE: 1-4
| Denver 30 aprile 1970 Gara 1    | Denver Rockets | 123 – 113 (d.1t.s.) (23-30, 30-26, 32-22, 20-27) (18-8) referto | L.A. Stars | Denver Auditorium Arena (7.071 spett.) |
| S. Haywood 39 Punti G. Stone 33 |                |                                                                 |            |                                        |
|                                 |                |                                                                 |            |                                        |
| S. Haywood 39                   | Punti          | G. Stone 33                                                     |            |                                        |

| Denver 1 maggio 1970 Gara 2      | Denver Rockets | 105 – 114 (29-31, 35-22, 17-28, 24-33) referto | L.A. Stars | Denver Auditorium Arena (7.187 spett.) |
| S. Haywood 40 Punti M. Calvin 25 |                |                                                |            |                                        |
|                                  |                |                                                |            |                                        |
| S. Haywood 40                    | Punti          | M. Calvin 25                                   |            |                                        |

| Los Angeles 4 maggio 1970 Gara 3 | L.A. Stars | 119 – 113 (32-35, 29-26, 27-25, 31-27) referto | Denver Rockets | Los Angeles Sports Arena (4.468 spett.) |
| M. Calvin 31 Punti S. Haywood 37 |            |                                                |                |                                         |
|                                  |            |                                                |                |                                         |
| M. Calvin 31                     | Punti      | S. Haywood 37                                  |                |                                         |

| Los Angeles 5 maggio 1970 Gara 4  | L.A. Stars | 114 – 110 (31-27, 26-30, 36-28, 21-25) referto | Denver Rockets | Los Angeles Sports Arena (3.432 spett.) |
| M. Jackson 25 Punti S. Haywood 32 |            |                                                |                |                                         |
|                                   |            |                                                |                |                                         |
| M. Jackson 25                     | Punti      | S. Haywood 32                                  |                |                                         |

| Denver 9 maggio 1970 Gara 5     | Denver Rockets | 107 – 109 (32-24, 20-32, 32-25, 23-28) referto | L.A. Stars | Denver Auditorium Arena (6.401 spett.) |
| S. Haywood 37 Punti G. Stone 22 |                |                                                |            |                                        |
|                                 |                |                                                |            |                                        |
| S. Haywood 37                   | Punti          | G. Stone 22                                    |            |                                        |

PRECEDENTI IN REGULAR SEASON
| Regular Season 1969-70 | Denver Rockets | 9 – 3 | L.A. Stars | Referto 1 - Referto 2 - Referto 3 - Referto 4, Referto 5 - Referto 6, Referto 7 - Referto 8 - Referto 9 - Referto 10 - Referto 11 - Referto 12 |
| (1 t.s.) Los Angeles Stars 126 Denver Rockets 121 Los Angeles Stars 101 Denver Rockets 123 Los Angeles Stars 112 Denver Rockets 124 Los Angeles Stars 113 Los Angeles Stars 117 Los Angeles Stars 107 Los Angeles Stars 135 Denver Rockets 119 Denver Rockets 152 Punti 118 Denver Rockets 88 Los Angeles Stars 122 Denver Rockets 116 Los Angeles Stars 120 Denver Rockets 119 Los Angeles Stars 115 Denver Rockets 103 Denver Rockets 118 Denver Rockets 122 Denver Rockets 98 Los Angeles Stars 116 Los Angeles Stars |                | |            | |
| |                | |            | |
| (1 t.s.) Los Angeles Stars 126 Denver Rockets 121 Los Angeles Stars 101 Denver Rockets 123 Los Angeles Stars 112 Denver Rockets 124 Los Angeles Stars 113 Los Angeles Stars 117 Los Angeles Stars 107 Los Angeles Stars 135 Denver Rockets 119 Denver Rockets 152 | Punti          | 118 Denver Rockets 88 Los Angeles Stars 122 Denver Rockets 116 Los Angeles Stars 120 Denver Rockets 119 Los Angeles Stars 115 Denver Rockets 103 Denver Rockets 118 Denver Rockets 122 Denver Rockets 98 Los Angeles Stars 116 Los Angeles Stars |            | |

PRECEDENTI NEI PLAYOFF

Si è trattata della prima sfida tra le due squadre ai playoff.

## ABA Finals 1970

### Indiana Pacers - Los Angeles Stars
RISULTATO FINALE
|  | Indiana Pacers | 4 – 2 | L.A. Stars |  |

PRECEDENTI IN REGULAR SEASON
| Regular Season 1969-70 | Indiana Pacers | 4 – 2 | L.A. Stars | Referto 1 - Referto 2 - Referto 3 - Referto 4, Referto 5 - Referto 6 |
| Indiana Pacers 123 Los Angeles Stars 113 Los Angeles Stars 99 Indiana Pacers 127 Indiana Pacers 109 Los Angeles Stars 108 Punti 126 Los Angeles Stars 129 Indiana Pacers 108 Indiana Pacers 123 Los Angeles Stars 103 Los Angeles Stars 105 Indiana Pacers |                | |            |                                                                      |
| |                | |            |                                                                      |
| Indiana Pacers 123 Los Angeles Stars 113 Los Angeles Stars 99 Indiana Pacers 127 Indiana Pacers 109 Los Angeles Stars 108 | Punti          | 126 Los Angeles Stars 129 Indiana Pacers 108 Indiana Pacers 123 Los Angeles Stars 103 Los Angeles Stars 105 Indiana Pacers |            |                                                                      |

PRECEDENTI NEI PLAYOFF

Si è trattata della prima sfida tra le due squadre ai playoff.

#### Roster
| \| Pos. \| Num. \| Naz. \| Nome \| Altezza \| Peso \| Data nascita \| Provenienza \| \| ---- \| ---- \| ---- \| ------------------ \| ------- \| ------ \| ------------ \| ---------------- \| \| G \| 12 \| \| Barnhill, John \| 185 cm \| 82 kg \| 20-03-1938 \| Tennessee State \| \| A \| 43 \| \| Becker, Art \| 201 cm \| 93 kg \| 12-01-1942 \| Arizona State \| \| G/AP \| 35 \| \| Brown, Roger \| 196 cm \| 93 kg \| 22-05-1942 \| Dayton \| \| G \| 30 \| \| Chubin, Steve \| 188 cm \| 91 kg \| 08-02-1944 \| Rhode Island \| \| C \| 34 \| \| Daniels, Mel \| 206 cm \| 100 kg \| 20-07-1944 \| New Mexico \| \| A/C \| 33 \| \| Darden, Ollie \| 201 cm \| 107 kg \| 28-07-1944 \| Michigan \| \| A \| 42 \| \| Edmonds, Bobby Joe \| 198 cm \| 100 kg \| 08-03-1941 \| Tennessee State \| \| A \| 30 \| \| Fairchild, John \| 203 cm \| 93 kg \| 28-04-1943 \| Brigham Young \| \| G \| 15 \| \| Grubar, Dick \| 193 cm \| 83 kg \| 26-07-1947 \| North Carolina \| \| G \| 11 \| \| Keller, Billy \| 178 cm \| 80 kg \| 30-08-1947 \| Purdue \| \| G \| 14 \| \| Lewis, Freddie \| 183 cm \| 79 kg \| 01-07-1943 \| Arizona State \| \| G \| 23 \| \| McKee, Jerry \| 191 cm \| 86 kg \| 04-08-1946 \| Ohio \| \| A \| 32 \| \| Miller, Jay \| 196 cm \| 93 kg \| 19-07-1943 \| Notre Dame \| \| A/C \| 24 \| \| Netolicky, Bob \| 206 cm \| 100 kg \| 02-08-1942 \| Drake University \| \| G \| 33 \| \| Orms, Barry \| 191 cm \| 86 kg \| 01-05-1946 \| Saint Louis \| \| G/AP \| 44 \| \| Thacker, Tom \| 188 cm \| 77 kg \| 02-11-1939 \| Cincinnati \| | Allenatore - Slick Leonard Assistente/i - Bernie Lareau (Preparatore atletico) Legenda - (C) Capitano - (FA) Free agent - (S) Sospeso - (TW) Contratto Two-way - (GL) Assegnato a squadra G League affiliata - Infortunato Roster |                        |                    |         |        |              |                  |
| Pos. | Num. | Naz.                   | Nome               | Altezza | Peso   | Data nascita | Provenienza      |
| G | 12 | Stati Uniti (bandiera) | Barnhill, John     | 185 cm  | 82 kg  | 20-03-1938   | Tennessee State  |
| A | 43 | Stati Uniti (bandiera) | Becker, Art        | 201 cm  | 93 kg  | 12-01-1942   | Arizona State    |
| G/AP | 35 | Stati Uniti (bandiera) | Brown, Roger       | 196 cm  | 93 kg  | 22-05-1942   | Dayton           |
| G | 30 | Stati Uniti (bandiera) | Chubin, Steve      | 188 cm  | 91 kg  | 08-02-1944   | Rhode Island     |
| C | 34 | Stati Uniti (bandiera) | Daniels, Mel       | 206 cm  | 100 kg | 20-07-1944   | New Mexico       |
| A/C | 33 | Stati Uniti (bandiera) | Darden, Ollie      | 201 cm  | 107 kg | 28-07-1944   | Michigan         |
| A | 42 | Stati Uniti (bandiera) | Edmonds, Bobby Joe | 198 cm  | 100 kg | 08-03-1941   | Tennessee State  |
| A | 30 | Stati Uniti (bandiera) | Fairchild, John    | 203 cm  | 93 kg  | 28-04-1943   | Brigham Young    |
| G | 15 | Stati Uniti (bandiera) | Grubar, Dick       | 193 cm  | 83 kg  | 26-07-1947   | North Carolina   |
| G | 11 | Stati Uniti (bandiera) | Keller, Billy      | 178 cm  | 80 kg  | 30-08-1947   | Purdue           |
| G | 14 | Stati Uniti (bandiera) | Lewis, Freddie     | 183 cm  | 79 kg  | 01-07-1943   | Arizona State    |
| G | 23 | Stati Uniti (bandiera) | McKee, Jerry       | 191 cm  | 86 kg  | 04-08-1946   | Ohio             |
| A | 32 | Stati Uniti (bandiera) | Miller, Jay        | 196 cm  | 93 kg  | 19-07-1943   | Notre Dame       |
| A/C | 24 | Stati Uniti (bandiera) | Netolicky, Bob     | 206 cm  | 100 kg | 02-08-1942   | Drake University |
| G | 33 | Stati Uniti (bandiera) | Orms, Barry        | 191 cm  | 86 kg  | 01-05-1946   | Saint Louis      |
| G/AP | 44 | Stati Uniti (bandiera) | Thacker, Tom       | 188 cm  | 77 kg  | 02-11-1939   | Cincinnati       |

| \| Pos. \| Num. \| Naz. \| Nome \| Altezza \| Peso \| Data nascita \| Provenienza \| \| ---- \| ----- \| ---- \| ------------------- \| ------- \| ------ \| ------------ \| ----------------------- \| \| G \| 40 \| \| Anderson, Andrew \| 188 cm \| 83 kg \| 06-07-1947 \| Canisius \| \| G \| 20 \| \| Calvin, Mack \| 183 cm \| 75 kg \| 27-07-1947 \| Southern California \| \| A/C \| 55 \| \| Davis, Warren \| 198 cm \| 96 kg \| 30-06-1943 \| North Carolina A&T \| \| A/C \| 35 \| \| Hightower, Wayne \| 203 cm \| 87 kg \| 14-01-1940 \| Kansas \| \| A \| 54 \| \| Hill, Simmie \| 201 cm \| 106 kg \| 14-11-1946 \| West Texas A&M \| \| G \| 10 \| \| Jackson, Mervin \| 191 cm \| 79 kg \| 15-08-1946 \| Utah \| \| G \| 12 \| \| Lehmann, George \| 183 cm \| 82 kg \| 01-05-1942 \| Campbell \| \| A/C \| 14 \| \| McGill, Bill \| 206 cm \| 102 kg \| 16-09-1939 \| Utah \| \| G/AP \| 44 \| \| Miller, Larry \| 193 cm \| 86 kg \| 04-04-1946 \| North Carolina \| \| G/AP \| 44 \| \| Peterson, Mel \| 193 cm \| 84 kg \| 23-03-1938 \| Wheaton College \| \| C \| 12-54 \| \| Raymond, Craig \| 211 cm \| 107 kg \| 5-04-1945 \| Brigham Young \| \| G \| 22 \| \| Selvage, Les \| 185 cm \| 79 kg \| 07-03-1943 \| Truman State University \| \| A \| 33 \| \| Stone, George \| 201 cm \| 88 kg \| 09-02-1946 \| Marshall \| \| G/AP \| 32 \| \| Warlick, Bob \| 196 cm \| 91 kg \| 20-03-1941 \| Pepperdine \| \| G \| 21 \| \| Warren, Bob \| 196 cm \| 86 kg \| 17-07-1946 \| Vanderbilt \| \| A/C \| 14 \| \| Washington, Trooper \| 201 cm \| 98 kg \| 21-04-1944 \| Cheyney (PA) \| \| A \| 42 \| \| Wise, Willie \| 196 cm \| 95 kg \| 03-03-1946 \| Drake University \| \| A/C \| 22-55 \| \| Workman, Tom \| 201 cm \| 99 kg \| 14-11-1944 \| Seattle University \| | Allenatore - Bill Sharman Legenda - (C) Capitano - (FA) Free agent - (S) Sospeso - (TW) Contratto Two-way - (GL) Assegnato a squadra G League affiliata - Infortunato Roster |                        |                     |         |        |              |                         |
| Pos. | Num. | Naz.                   | Nome                | Altezza | Peso   | Data nascita | Provenienza             |
| G | 40 | Stati Uniti (bandiera) | Anderson, Andrew    | 188 cm  | 83 kg  | 06-07-1947   | Canisius                |
| G | 20 | Stati Uniti (bandiera) | Calvin, Mack        | 183 cm  | 75 kg  | 27-07-1947   | Southern California     |
| A/C | 55 | Stati Uniti (bandiera) | Davis, Warren       | 198 cm  | 96 kg  | 30-06-1943   | North Carolina A&T      |
| A/C | 35 | Stati Uniti (bandiera) | Hightower, Wayne    | 203 cm  | 87 kg  | 14-01-1940   | Kansas                  |
| A | 54 | Stati Uniti (bandiera) | Hill, Simmie        | 201 cm  | 106 kg | 14-11-1946   | West Texas A&M          |
| G | 10 | Stati Uniti (bandiera) | Jackson, Mervin     | 191 cm  | 79 kg  | 15-08-1946   | Utah                    |
| G | 12 | Stati Uniti (bandiera) | Lehmann, George     | 183 cm  | 82 kg  | 01-05-1942   | Campbell                |
| A/C | 14 | Stati Uniti (bandiera) | McGill, Bill        | 206 cm  | 102 kg | 16-09-1939   | Utah                    |
| G/AP | 44 | Stati Uniti (bandiera) | Miller, Larry       | 193 cm  | 86 kg  | 04-04-1946   | North Carolina          |
| G/AP | 44 | Stati Uniti (bandiera) | Peterson, Mel       | 193 cm  | 84 kg  | 23-03-1938   | Wheaton College         |
| C | 12-54 | Stati Uniti (bandiera) | Raymond, Craig      | 211 cm  | 107 kg | 5-04-1945    | Brigham Young           |
| G | 22 | Stati Uniti (bandiera) | Selvage, Les        | 185 cm  | 79 kg  | 07-03-1943   | Truman State University |
| A | 33 | Stati Uniti (bandiera) | Stone, George       | 201 cm  | 88 kg  | 09-02-1946   | Marshall                |
| G/AP | 32 | Stati Uniti (bandiera) | Warlick, Bob        | 196 cm  | 91 kg  | 20-03-1941   | Pepperdine              |
| G | 21 | Stati Uniti (bandiera) | Warren, Bob         | 196 cm  | 86 kg  | 17-07-1946   | Vanderbilt              |
| A/C | 14 | Stati Uniti (bandiera) | Washington, Trooper | 201 cm  | 98 kg  | 21-04-1944   | Cheyney (PA)            |
| A | 42 | Stati Uniti (bandiera) | Wise, Willie        | 196 cm  | 95 kg  | 03-03-1946   | Drake University        |
| A/C | 22-55 | Stati Uniti (bandiera) | Workman, Tom        | 201 cm  | 99 kg  | 14-11-1944   | Seattle University      |

#### Risultati
| Indianapolis 15 maggio 1970 Gara 1 | Indiana Pacers | 109 – 93 (21-24, 28-20, 24-27, 36-22) referto                                | L.A. Stars | Indiana State Fair Coliseum (7.881 spett.) |
| \| \| \| \| \| Lewis 22 \| Punti \| 20 Warren \| \| Keller 10 \| Assist \| 5 Calvin \| \| Netolicky 14 \| Rimbalzi \| 23 Raymond \| \| Barnhill, Becker, Brown, Daniels, Darden, Keller, Lewis, Netolicky, Thacker \| Formazioni \| Anderson, Calvin, Jackson, Raymond, Stone, Warren, Washington, Wise, Workman \| |                |                                                                              |            |                                            |
| |                |                                                                              |            |                                            |
| Lewis 22 | Punti          | 20 Warren                                                                    |            |                                            |
| Keller 10 | Assist         | 5 Calvin                                                                     |            |                                            |
| Netolicky 14 | Rimbalzi       | 23 Raymond                                                                   |            |                                            |
| Barnhill, Becker, Brown, Daniels, Darden, Keller, Lewis, Netolicky, Thacker | Formazioni     | Anderson, Calvin, Jackson, Raymond, Stone, Warren, Washington, Wise, Workman |            |                                            |

| Indianapolis 17 maggio 1970 Gara 2 | Indiana Pacers | 114 – 111 (21-27, 31-31, 30-26, 32-27) referto            | L.A. Stars | Indiana State Fair Coliseum (9.014 spett.) |
| \| \| \| \| \| Netolicky 32 \| Punti \| 29 Stone \| \| Keller 8 \| Assist \| 5 Washington \| \| Daniels 27 \| Rimbalzi \| 11 Wise \| \| Barnhill, Becker, Brown, Daniels, Darden, Keller, Lewis, Netolicky, Thacker \| Formazioni \| Calvin, Jackson, Raymond, Stone, Warren, Washington, Wise \| |                |                                                           |            |                                            |
| |                |                                                           |            |                                            |
| Netolicky 32 | Punti          | 29 Stone                                                  |            |                                            |
| Keller 8 | Assist         | 5 Washington                                              |            |                                            |
| Daniels 27 | Rimbalzi       | 11 Wise                                                   |            |                                            |
| Barnhill, Becker, Brown, Daniels, Darden, Keller, Lewis, Netolicky, Thacker | Formazioni     | Calvin, Jackson, Raymond, Stone, Warren, Washington, Wise |            |                                            |

| Anaheim 18 maggio 1970 Gara 3 | L.A. Stars | 109 – 106 (17-38, 30-22, 31-28, 31-18) referto                              | Indiana Pacers | Anaheim Convention Center (5.780 spett.) |
| \| \| \| \| \| Stone 34 \| Punti \| 24 Lewis \| \| Jackson 8 \| Assist \| 6 Brown \| \| Raymond 18 \| Rimbalzi \| 20 Daniels \| \| Anderson, Calvin, Jackson, Raymond, Stone, Warren, Washington, Wise \| Formazioni \| Barnhill, Becker, Brown, Daniels, Darden, Keller, Lewis, Netolicky, Thacker \| |            |                                                                             |                |                                          |
| |            |                                                                             |                |                                          |
| Stone 34 | Punti      | 24 Lewis                                                                    |                |                                          |
| Jackson 8 | Assist     | 6 Brown                                                                     |                |                                          |
| Raymond 18 | Rimbalzi   | 20 Daniels                                                                  |                |                                          |
| Anderson, Calvin, Jackson, Raymond, Stone, Warren, Washington, Wise | Formazioni | Barnhill, Becker, Brown, Daniels, Darden, Keller, Lewis, Netolicky, Thacker |                |                                          |

| Anaheim 19 maggio 1970 Gara 4 | L.A. Stars | 120 – 142 (25-35, 37-28, 32-45, 26-34) referto                                      | Indiana Pacers | Anaheim Convention Center (7.027 spett.) |
| \| \| \| \| \| Anderson 20 \| Punti \| 53 Brown \| \| Washington 8 \| Assist \| 6 Brown, Thacker \| \| Stone 14 \| Rimbalzi \| 13 Brown \| \| Anderson, Calvin, Jackson, Raymond, Stone, Warren, Washington, Wise, Workman \| Formazioni \| Barnhill, Becker, Brown, Daniels, Darden, Keller, Lewis, Miller, Netolicky, Thacker \| |            |                                                                                     |                |                                          |
| |            |                                                                                     |                |                                          |
| Anderson 20 | Punti      | 53 Brown                                                                            |                |                                          |
| Washington 8 | Assist     | 6 Brown, Thacker                                                                    |                |                                          |
| Stone 14 | Rimbalzi   | 13 Brown                                                                            |                |                                          |
| Anderson, Calvin, Jackson, Raymond, Stone, Warren, Washington, Wise, Workman | Formazioni | Barnhill, Becker, Brown, Daniels, Darden, Keller, Lewis, Miller, Netolicky, Thacker |                |                                          |

| Indianapolis 23 maggio 1970 Gara 5 | Indiana Pacers | 113 – 117 (d.1t.s.) (27-27, 30-22, 27-29, 23-29) (6-10) referto                        | L.A. Stars | Indiana State Fair Coliseum (10.548 spett.) |
| \| \| \| \| \| Brown 39 \| Punti \| 33 M. Calvin \| \| Brown 8 \| Assist \| 7 Calvin \| \| Netolicky 18 \| Rimbalzi \| 15 Stone \| \| Barnhill, Becker, Brown, Daniels, Keller, Lewis, Netolicky, Thacker \| Formazioni \| Anderson, Calvin, Jackson, Peterson, Raymond, Stone, Warren, Washington, Wise, Workman \| |                |                                                                                        |            |                                             |
| |                |                                                                                        |            |                                             |
| Brown 39 | Punti          | 33 M. Calvin                                                                           |            |                                             |
| Brown 8 | Assist         | 7 Calvin                                                                               |            |                                             |
| Netolicky 18 | Rimbalzi       | 15 Stone                                                                               |            |                                             |
| Barnhill, Becker, Brown, Daniels, Keller, Lewis, Netolicky, Thacker | Formazioni     | Anderson, Calvin, Jackson, Peterson, Raymond, Stone, Warren, Washington, Wise, Workman |            |                                             |

| Los Angeles 25 maggio 1970 Gara 6 | L.A. Stars | 107 – 111 (27-34, 26-20, 27-24, 27-33) referto            | Indiana Pacers | Los Angeles Sports Arena (8.233 spett.) |
| \| \| \| \| \| Stone 28 \| Punti \| 45 Brown \| \| Calvin 9 \| Assist \| 7 Thacker \| \| Washington 15 \| Rimbalzi \| 27 Daniels \| \| Anderson, Calvin, Jackson, Peterson, Raymond, Stone, Warren, Washington, Wise \| Formazioni \| Becker, Brown, Daniels, Keller, Lewis, Netolicky, Thacker \| |            |                                                           |                |                                         |
| |            |                                                           |                |                                         |
| Stone 28 | Punti      | 45 Brown                                                  |                |                                         |
| Calvin 9 | Assist     | 7 Thacker                                                 |                |                                         |
| Washington 15 | Rimbalzi   | 27 Daniels                                                |                |                                         |
| Anderson, Calvin, Jackson, Peterson, Raymond, Stone, Warren, Washington, Wise | Formazioni | Becker, Brown, Daniels, Keller, Lewis, Netolicky, Thacker |                |                                         |

| Campione ABA 1970        |
| ------------------------ |
| Indiana Pacers 1º titolo |

#### Hall of famer
| ABA Finals | Atleta        | Squadra        | Anno      |                      |
| ---------- | ------------- | -------------- | --------- | -------------------- |
| Giocatore  | Roger Brown   | Indiana Pacers | 2013      | Giocatore            |
| Giocatore  | Mel Daniels   | Indiana Pacers | 2012      | Giocatore            |
| Allenatore | Slick Leonard | Indiana Pacers | 2014      | Allenatore           |
| Allenatore | Bill Sharman  | L.A. Stars     | 1976 2004 | Giocatore Allenatore |

#### MVP delle Finali
- #35 Roger Brown, Indiana Pacers.

## Squadra vincitrice

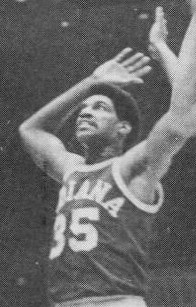
1. 35 Roger Brown, Indiana Pacers.

| N° | Naz.                   | Ruolo | Sportivo      |  | Alt. |  |
| -- | ---------------------- | ----- | ------------- |  | ---- |  |
| 11 | Stati Uniti (bandiera) | P     | Billy Keller  |  | 179  |  |
| 12 | Stati Uniti (bandiera) | P     | John Barnhill |  | 185  |  |
| 14 | Stati Uniti (bandiera) | P     | Freddie Lewis |  | 184  |  |
| 24 | Stati Uniti (bandiera) | AG    | Bob Netolicky |  | 205  |  |
| 32 | Stati Uniti (bandiera) | AP    | Jay Miller    |  | 196  |  |
| 33 | Stati Uniti (bandiera) | AG    | Ollie Darden  |  | 201  |  |
| 34 | Stati Uniti (bandiera) | C     | Mel Daniels   |  | 206  |  |
| 35 | Stati Uniti (bandiera) | AP    | Roger Brown   |  | 196  |  |
| 43 | Stati Uniti (bandiera) | AP    | Art Becker    |  | 201  |  |
| 44 | Stati Uniti (bandiera) | G     | Tom Thacker   |  | 188  |  |
|    | Stati Uniti (bandiera) | All.  | Slick Leonard |  |      |  |

## Statistiche
Aggiornate al 21 gennaio 2022.
| Categoria | Giocatore       | Squadra        | Media | PG |
| --------- | --------------- | -------------- | ----- | -- |
| Punti     | Rick Barry      | Wash. Capitols | 40,1  | 7  |
| Rimbalzi  | Spencer Haywood | Denver Rockets | 19,8  | 12 |
| Assist    | Larry Brown     | Wash. Capitols | 9,7   | 7  |